# Eva (jméno)
Ženské jméno Eva, hebrejsky חוה Chawwá, lze přeložit jako Živa, neboť vychází ze stejného slovního kořene jako sloveso חיה chájá „žít“. Tímto jménem nazval podle biblické tradice první člověk („Adam“) svou ženu.
Více o prvních lidech viz heslo Adam a Eva.

## Domácké podoby
Evča, Evička, Evina, Evinka, Evka, Evuška, Evulka, Evík

## Statistické údaje
V letech 2009–2016 byla Eva třetí nejčastější ženské jméno v Česku, četnější byla jen jména Marie a Jana. Následující tabulka uvádí vývoj četnosti jména v Česku a pořadí mezi ženskými jmény za období let 1999-2013, pro které jsou dostupné údaje MV ČR:
| Rok  | Četnost | Pořadí |
| 1999 | 163 562 | 4.     |
| 2002 | 163 238 | 4.     |
| 2006 | 161 700 | 3.     |
| 2013 | 155 511 | 3.     |
| 2016 | 152 463 | 3.     |

## Změny výskytu v Česku
Výskyt jména Eva mezi nově narozenými dívkami klesá (s výkyvy) od 50. let 20. století. Zatímco v roce 1955 byl počet narozených dívek s tímto jménem 3 517, v roce 2016 jméno Eva dostalo jen 236 nově narozených. Proto i celkový počet klesá. V roce 2016 řadilo 152 463 nositelek toto jméno jako třetí nejoblíbenější
mezi ženami, mezi novorozenými je ale až na 11. místě.

## Známé nositelky jména
- Eva Aichmajerová Decastelo (* 1978) – česká moderátorka
- Eva Bosáková (1931–1991) – česká sportovní gymnastka
- Eva Braunová (1912–1945) – dlouholetá milenka a později manželka Adolfa Hitlera
- Eva Čeřovská (1952–1976) – česká herečka
- Eva Čížkovská (* 1965) – česká herečka
- Eva Dušková (1932–2019) – česká politická vězeňkyně komunistického režimu
- Eva Erbenová (* 1930) – izraelská spisovatelka židovského původu
- Ewa Farna (* 1993) – česká zpěvačka polské národnosti
- Eva Fialová (* 1982) – česká politička a odpadová hospodářka
- Eva Greenová (* 1980) – francouzská herečka
- Eva Hašková (* 1946) – česká grafička a ilustrátorka
- Eva Hauserová (* 1954) – česká novinářka, spisovatelka, překladatelka, feministka
- Eva Henychová (* 1974) – česká písničkářka
- Eva Herzigová (* 1973) – modelka
- Eva Holubová (* 1959) – česká herečka
- Eva Hrušková (* 1952) – česká herečka
- Eva Hudečková (* 1949) – česká herečka a spisovatelka
- Eva Hurychová (* 1951) – česká zpěvačka
- Eva Chmelařová-Siblíková (1927–2013) – česká výtvarná umělkyně – malířka, grafička, ilustrátorka
- Eva Jakoubková (1952–2005) – česká herečka
- Eva Jiřičná (* 1939) – česká architektka a designérka
- Eva Podzimková (* 1990) – česká herečka
- Eva Jurinová (1953–2021) – česká moderátorka a hlasatelka
- Eva Kantůrková (* 1930) – česká spisovatelka
- Eva Klepáčová (1933–2012) – česká herečka
- Eva Koťátková (* 1982) – česká výtvarnice
- Eva Krejčířová (* 1980) – česká profesionální tanečnice a učitelka
- Eva Křížová (* 1994) – česká sportovní lezkyně a trenérka
- Eva Kurfürstová (* 1977) – česká lyžařka, trenérka a sportovní komentátorka
- Eva Lauermanová (* 1931) – československá lyžařka
- Eva Machourková (* 1964) – česká herečka a moderátorka
- Eva Nováková (* 1938) – česká politička a lékařka
- Eva Olmerová (1934–1993) – česká zpěvačka a šansoniérka
- Eva Pavlíková (* 1960) – slovenská herečka
- Eva Peterková (* 1942) – česká a československá politička
- Eva Pilarová (* 1939 - 2020 ) – česká zpěvačka
- Eva Randová (* 1936) – česká operní pěvkyně
- Eva Romanová (* 1946) – česká krasobruslařka
- Eva Ryšavá (* 1975) – česká volejbalistka
- Eva Stehlíková (1941–2019) – česká klasická filoložka, překladatelka a teatroložka, emeritní profesorka Masarykovy univerzity v Brně
- Eva Svobodová (1907–1992) – česká herečka
- Eva Ševčíková (* 1970) – česká zpěvačka, část dua Eva a Vašek
- Eva Švankmajerová (1940–2005) – česká výtvarnice
- Eva Tauchenová (1928–2008) – česká herečka
- Eva Urbanová (* 1961) – česká operní pěvkyně, sopranistka
- Eva Vančurová (* 1928) – československá hráčka basketbalu a psycholožka
- Eva Vrchlická (1888–1969) – česká herečka, překladatelka, publicistka, dramatička, básnířka a spisovatelka, osvojená dcera básníka a spisovatele Jaroslava Vrchlického
- Eva Wagnerová-Pasquierová (* 1945) – německá divadelní manažerka
- Eva Zaoralová (1932–2022) – česká filmová publicistka
- Eva Železniková (* 1929) – slovenská a československá politička

## Jméno Eva v jiných jazycích
- Italsky, španělsky, slovensky: Eva
- Polsky: Ewa
- Anglicky: Eve
- Francouzsky: Éva nebo Eva

## Data jmenin
- Český kalendář: 24. prosince
- Slovenský kalendář: 24. prosince